# Кокаин (фильм)
«Кокаин» (англ. Blow) — художественный фильм режиссёра Теда Демме, вышедший на экраны в 2001 году. Фильм основан на реальной истории о жизни американского контрабандиста Джорджа Янга.

## Сюжет
Джордж Янг, обыкновенный парень из пригорода, решил осуществить американскую мечту своим способом — стать первым американцем, импортирующим кокаин в больших объёмах. Он создал себе рынок сбыта, подсадив на кокаин самых знаменитых людей Америки. Вскоре он уже купался в деньгах и роскоши, о которых многие только мечтают. Ему удавалось обводить вокруг пальца не только ФБР, но и колумбийские наркокартели. Однако настоящий кайф он получал от опасности и риска, нуждаясь в адреналине больше, чем в наркотиках.

## В ролях
| Актёр              | Роль               |
| ------------------ | ------------------ |
| Джонни Депп        | Джордж Джейкоб Янг |
| Пенелопа Крус      | Мирта Янг          |
| Франка Потенте     | Барбара Бакли      |
| Пол Рубенс         | Дерек Фореал       |
| Рэйчел Гриффитс    | Эрмин Янг          |
| Жорди Молья        | Диего Дельгадо     |
| Клифф Кертис       | Пабло Эскобар      |
| Мигель Сандовал    | Августо Оливерас   |
| Итан Сапли         | «Тунец»            |
| Рэй Лиотта         | Фред Янг           |
| Лола Глодини       | Рада               |
| Кевин Гейдж        | Leon Minghella     |
| Родригес, Элизабет | Martha Oliveras    |

## Реальные персонажи фильма

### Джордж Янг
Джордж Янг (родился 6 августа 1942 года) по кличке Бостонский Джордж был основным игроком на рынке торговли кокаином в США 1970-х — начала 1980-х гг. Он действовал
в рамках Медельинского картеля (Колумбия), поставлявшего в США контрабандным путём около 85 % кокаина.

## Награды и номинации

### Награды
- 2002 — премия Prism Awards за лучший театральный художественный фильм

### Номинации
- 2002 — номинация на премию Гильдии костюмеров за лучший дизайн костюмов для фильма (Марк Бриджес)
- 2001 — номинация на приз Хрустальный глобус кинофестиваля в Карловых Варах (Тед Демме)
- 2002 — номинация на премию MTV Movie Awards за прорыв в исполнении женской роли (Пенелопа Крус)
- 2001 — номинация на премию World Soundtrack Awards за лучший американский оригинальный саундтрек, не выпущенный в виде альбома (Грэм Ревелл)
- 2001 — номинация на премию Золотая малина за худшую женскую роль (Пенелопа Крус).

## Критика
На агрегаторе рецензий Rotten Tomatoes фильм получил рейтинг 55 %, на основе 140 рецензий критиков, со средней оценкой 5,8 из 10. На сайте Metacritic фильм набрал 52 балла из 100, на основе 34 отзывов.
Роджер Эберт дал фильму 2,5 звезды из 4; он поставил под сомнение ценность того, чтобы сделать Янга героем этого фильма, заявив: «Это особенность Джорджа Янга. Он думает, что все дело в нем. Его жизнь, его история, его успех, его потерянное состояние, его удача, его неудача. На самом деле, все, что он делал, это был посредником. Вы никогда не узнаете, приходила ли ему в голову реальность этих разрушенных жизней». Кристофер Смит из Bangor Daily News поставил оценку «D+», заявив, что фильм «больше о харизме, чем о правде, больше о гладкой походке и взлохмаченных волосах Деппа, чем о фатальных недостатках Джорджа Янга».